# 老挝女性
老挝女性长期以来一直是老挝社会的积极参与者，包括推动社会转型和发展，振興商業，并担任老挝人民军的护士和食品生产者。受到现代化的推動，老挝妇女开始接受与老挝传统觀念迥異的生活方式。

## 法律地位

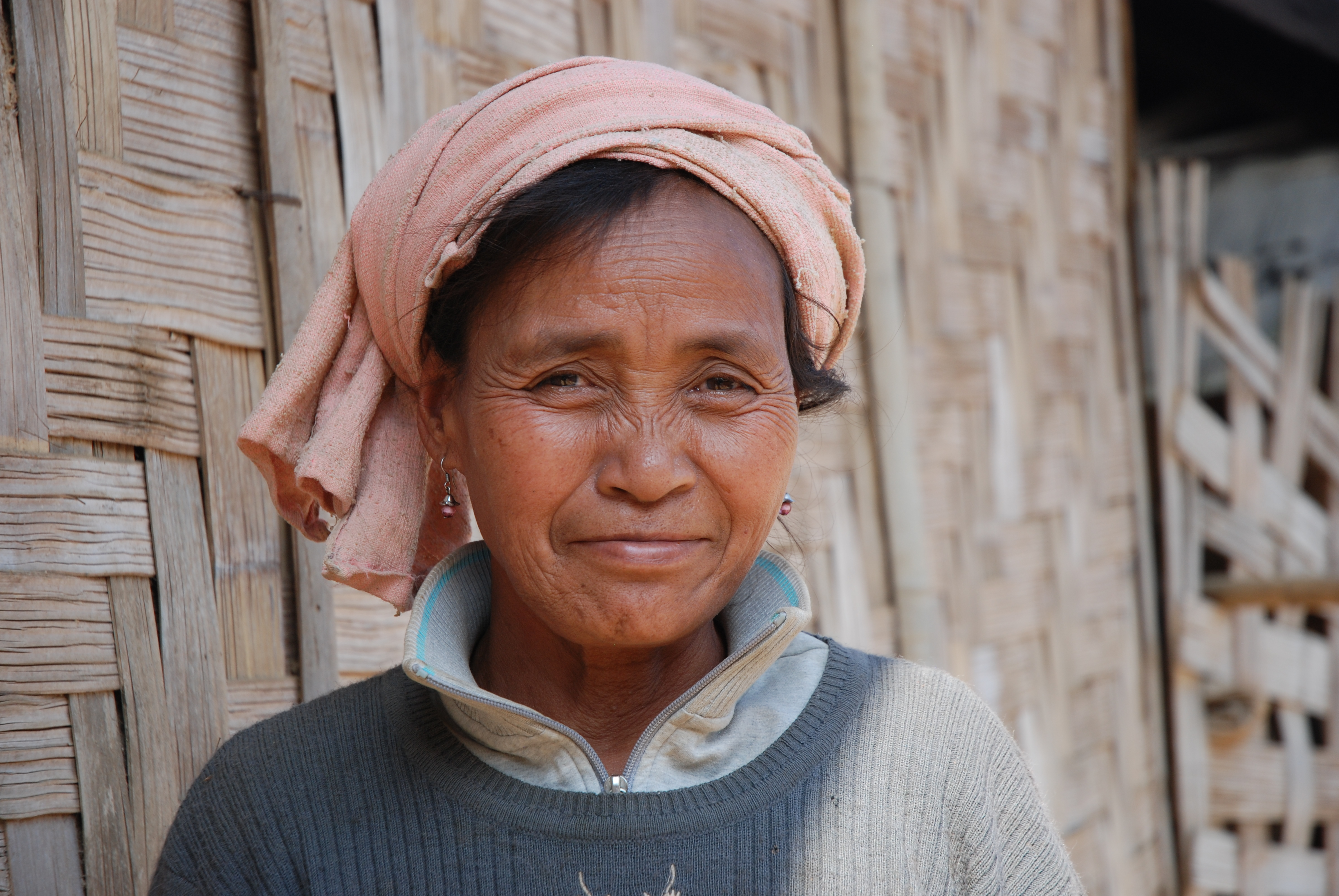
琅勃拉邦克木族妇女

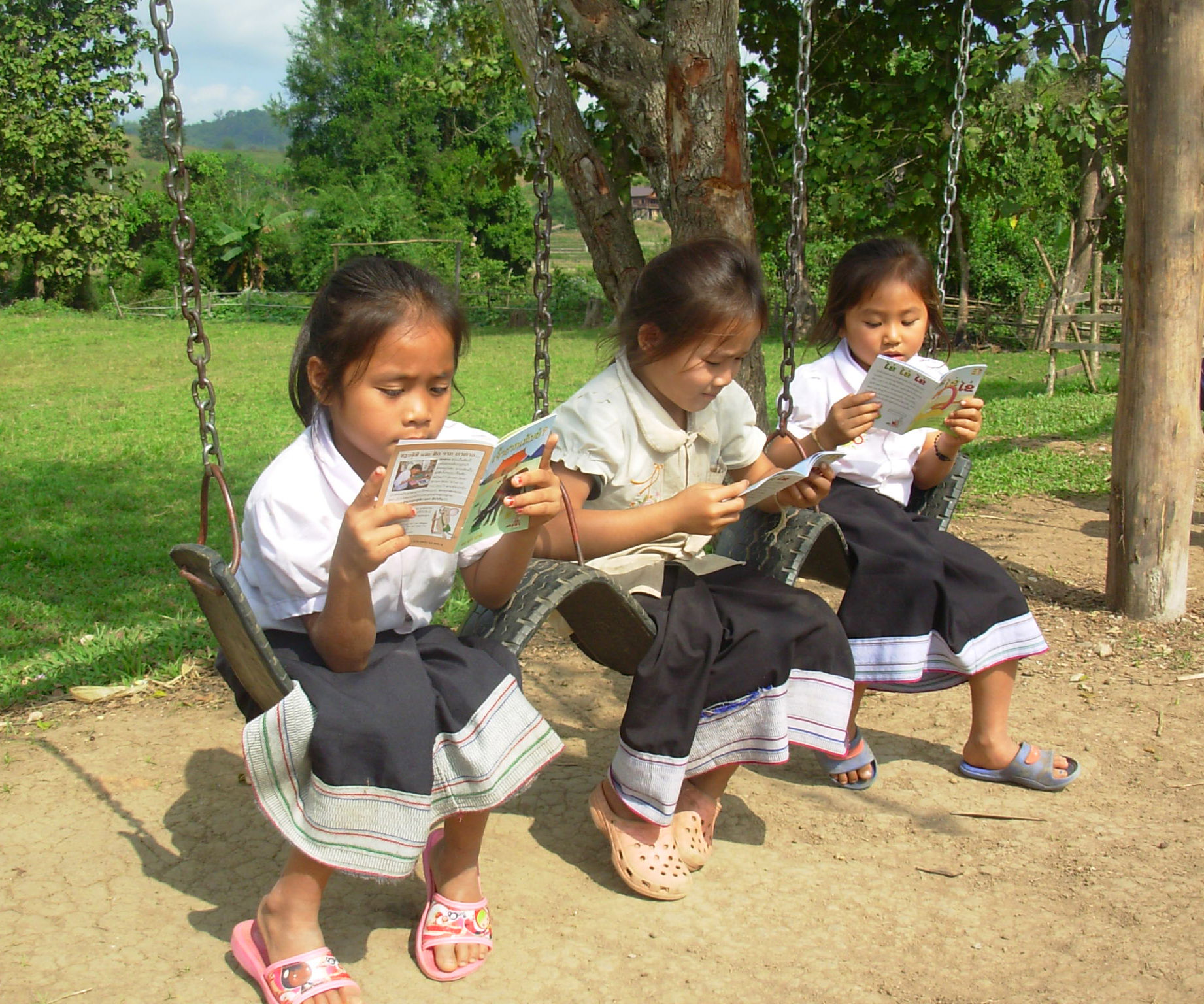
老挝女孩在读书

根据老挝宪法，老挝女性在法律上与老挝男性平等。她们有权投票和继承财产。但实际上，老挝社会中女性的作用和地位常常取决于她们的民族归属。在某些情况下，例如老龍族中，小女儿经常被指派照顾年迈的父母，以换取土地和商业等继承权。女儿继承遗产后，由于丈夫在此类事务上拥有执行权力，因此女儿无法直接控制土地或业务。其他的民族女性更没有任何继承权。1993年，老挝政府制定了一项土地测量和所有权计划，从名义上讲，这对女性土地所有者更为有利。还颁布了宣布老挝男性和女性“同樣拥有财产繼承权”的国家立法，包括宣布“在婚姻期间购买的任何财产都被视为共同财产”的家庭法，以及“妇女在婚前拥有的土地仍然是她的私人财产，她从父母那里继承的任何土地也一样”。

## 劳动力
许多老挝农村妇女在其社区中从事各种半正式的工作，包括制作手工艺品、进行商业行為、公共卫生和教育活动，此外，传统上她们也承担家庭主妇和照看孩子的角色。在城市和政府方面，特别是在高级职位上，老挝女性人数不足。在工资方面，妇女的薪水通常比男子低。

## 宗教
结合寮國佛教和传统信仰，许多老挝妇女被教导，她们只有在涅槃后才能轉世为男人。

## 教育和培训

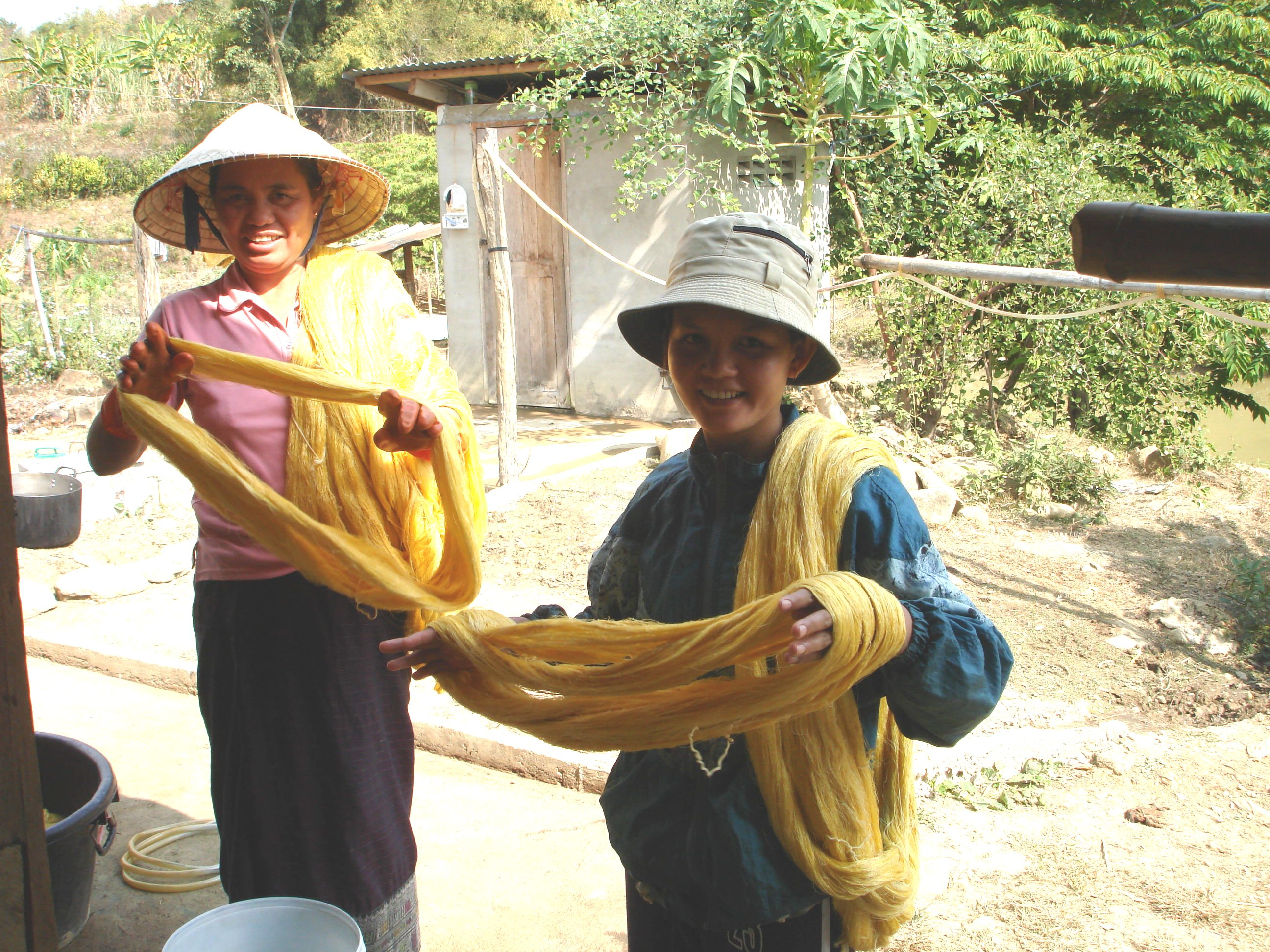
两名老挝妇女及其丝绸产品。

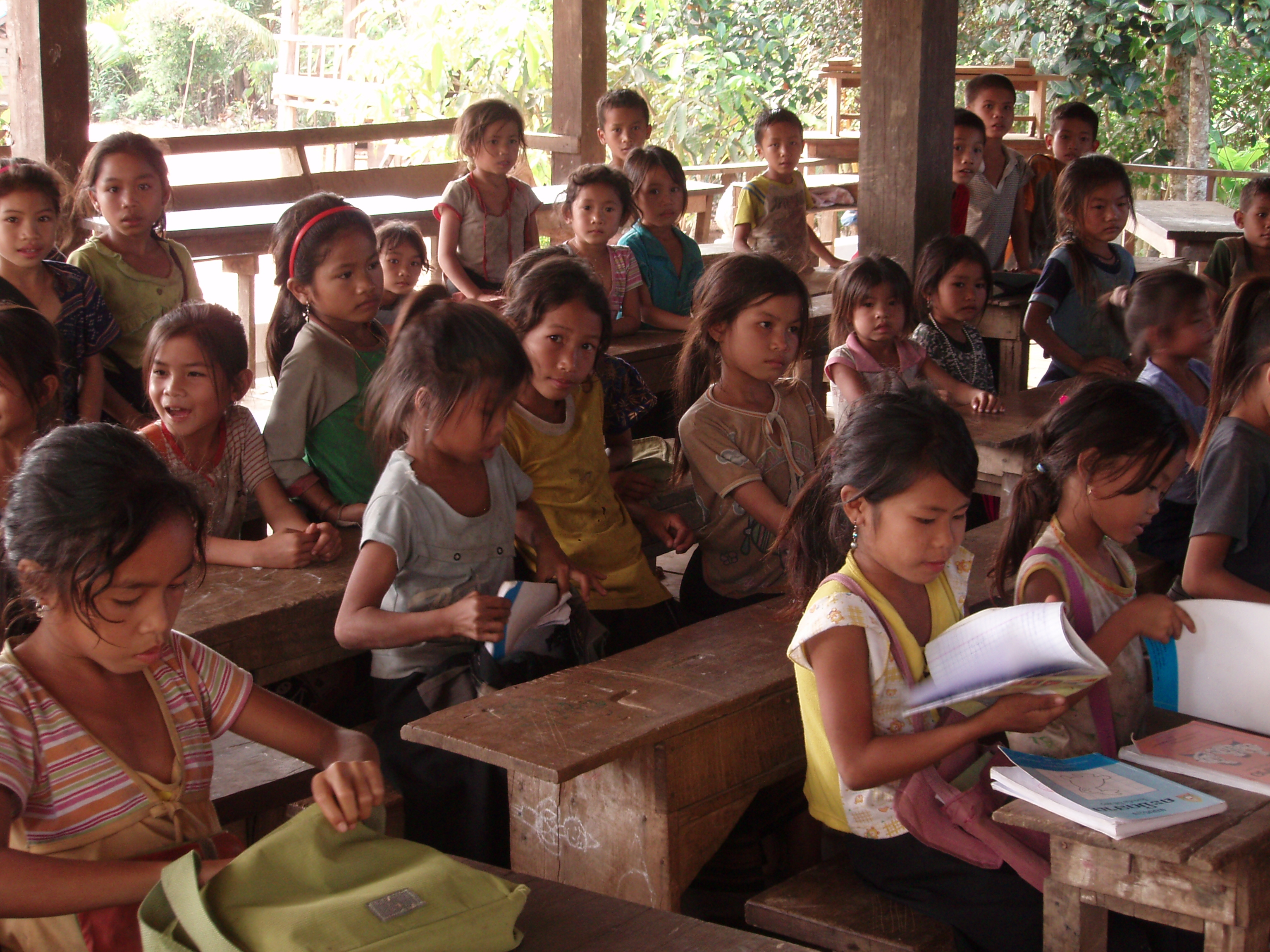
老挝北部农村地区一所小村庄学校的女学生

老挝女孩上学人数遠比男孩少。第二次世界大战后，许多妇女，例如白海的丝绸织工，多數从事應由男性負擔的体力劳动。尽管老挝妇女的平均识字率和受教育程度低于男子（63%的老挝妇女识字，而男子识字率为83%），但是老挝妇女卻普遍成为家庭的主要收入来源，農村地區尤甚。
最近几十年来，老挝妇女还从诸如社会经济发展者协会（SEDA）等组织提供的小额信贷计划中受益。在这类项目中，妇女接受有关建立企业，业务管理，材料采购，批量生产，产品价格谈判，财务管理，营销策略，写作技巧，业务计划和决策方面的培训。此計畫旨在帮助妇女获得权利和“金融稳定”。
另一个参与妇女教育的组织是老挝残疾妇女发展中心，该机构为残疾的老挝女性提供培训。老挝残疾妇女发展中心是由Chanhpheng Sivila建立的，在2002年之前主要开办一系列輔導班来教育婦女。另一个关注老挝妇女的权利、地位和健康的类似团体是沙耶武里妇女地位提高委员会。

## 政治
老挝女性于1958年获得选举权和被选举权。但她们在地方和国家各職位的政府任职人数仍然不足。
近几十年来，妇女在政治上取得了显著进展。1997年，Onechanh Thammavong成为老挝国会的副主席之一。2011年3月，2011年老撾國民議會選舉前，国会为47名女性候选人举办了一次研讨会，以便向妇女宣传“国家立法机构的重要职责”。

## 婚姻
在老挝社会，与丈夫离婚的妇女在传统上受到歧视，很难找到另一个配偶。

## 卖淫和人口贩运
与东南亚许多贫穷国家一样，人口贩运和卖淫是老挝女性面临的严重问题。

## 延伸阅读
- Women and Development in Laos （页面存档备份，存于）
- National Union of Lao Women. Status of Women: Laos （页面存档备份，存于）, Social and Human Sciences in Asia and the Pacific, UNESCO Principal Regional Office for Asia and the Pacific, Bangkok,1989
- Strengthening the Lao Women's Union and Preparing for a National Women's Machinery, UNIFEM East and Southease Asia Region
- Tinker, Irene and Gale Summerfield. Introduction:Women’s Changing Rights to House and Land in Vietnam, Laos, and China （页面存档备份，存于）, Lynne Rienner Publishers, 1999, 305 pages, ISBN 978-1-55587-817-7
- A UN body expresses concern regarding women rights in Laos （页面存档备份，存于）, 15 February 2005